# Лібая
Лібая — ассирійський правитель першої половини XVII століття до н. е. За часів його правління з меж володінь Ашшура були витиснуті вавилоняни й амореї from.